# Ziggy Marley (album)
Ziggy Marley è il sesto album in studio da solista del cantante giamaicano Ziggy Marley, pubblicato nel 2016.

## Tracce
1. Start It Up
2. Better Together
3. Amen
4. Love Is a Rebel
5. Weekend's Long
6. Heaven Can't Take It (feat. Stephen Marley)
7. Ceceil
8. I'm Not Made of Stone
9. Marijuanaman
10. We Are More (Mi Amore)
11. Butterflies
12. We Are the People